# Valle del Gila
El valle Gila (en inglés: Gila Valley) se localiza en el condado de Yuma, Arizona, al sur de Estados Unidos, se trata de un pequeño valle que rodea el río Gila en su confluencia con el río Colorado, en el estado de Colorado siendo la frontera entre California y Arizona, y al suroeste entre Yuma y los estados de Baja California, y Sonora en México.
El valle se extiende a sólo 10 millas ( 16 km) de su confluencia con el extremo norte de las montañas de Gila , que se apoyan el extremo este de las Montañas Laguna , donde el río Gila serpentea, al oeste, y al suroeste, y después con rumbo oeste otra vez.
El Valle de Gila se llama el Valle del Norte de Gila en la parte septentrional, al norte del río Gila , y se le llama el Valle Gila del Sur en la parte meridional. Las comunidades en el valle practian la agricultura , sobre todo en el sur y suroeste, hacia Yuma, Arizona. 